# 新納忠続
新納 忠続（にいろ ただつぐ）は、室町時代中期から後期にかけての武将。島津氏の家臣。新納氏5代当主。

## 略歴
4代当主・新納忠治の長男として誕生。
長禄2年（1458年）、島津宗家の命で大隅国志布志から日向国飫肥へ移され、同じく日向櫛間を領する伊作家・島津久逸と共に日向伊東氏への抑えとなる。文明16年（1484年）、日向において伊作家の勢力拡大を恐れた忠続が宗家11代当主・島津忠昌に久逸を伊作へ戻すよう願い出ると忠昌はこれを承諾。久逸は反発し、日向伊東氏・豊後国の大友氏等と飫肥城を攻撃する。島津本家は北郷敏久を派遣し忠続を援護するも飫肥城は陥落する。翌文明17年（1485年）、忠昌によって飫肥城は奪還。久逸が降伏すると、文明18年（1486年）、豊州家・島津忠廉が飫肥の地頭に任命され、忠続は改めて末吉・志布志に移された。
延徳元年（1489年）、死去。家督は弟・忠明が継いだ。